# Oberode
Oberode is een dorp in het district Göttingen in de Duitse deelstaat
Nedersaksen. Sinds 1 januari 1973 is het een Ortschaft van de gemeente Hann. Münden.
Het dorp ligt aan de Uerdinger Linie, in het traditionele Nederduitse gebied.  
Oberode ligt 8 km ten oosten van de stad Hann. Münden en direct ten zuidwesten van Hedemünden, aan de zuidoever van de rivier de Werra.
Het dorp Oberode was van 1570-1920 vestigingsplaats van pottenbakkerij en kleinschalige fabricage van keramiek. Daarom vertoont het dorpswapen een pottenbakkersschijf.